# Lasy Parczewskie
Lasy Parczewskie este o arie protejată (arie de protecție specială avifaunistică — SPA) din Polonia întinsă pe o suprafață de 14.024,3 ha, integral pe uscat.

## Localizare
Centrul sitului Lasy Parczewskie este situat la coordonatele 51°33′24″N 22°59′05″E / 51.5566°N 22.9847°E.

## Înființare
Situl Lasy Parczewskie a fost declarat arie de protecție specială avifaunistică în noiembrie 2004 pentru a proteja 29 de specii de animale.

## Biodiversitate
Situată în ecoregiunea continentală, aria protejată nu include niciun habitat protejat.
La baza desemnării sitului se află mai multe specii protejate de  păsări (29): pescăruș albastru (Alcedo atthis), rață pestriță (Anas strepera), gâscă cenușie (Anser anser), acvilă țipătoare mică (Aquila pomarina), rață roșie (Aythya nyroca), cocoșul de mesteacăn (Bonasa bonasia), buhai de baltă (Botaurus stellaris), buha (Bubo bubo), Bucephala clangula, caprimulg (Caprimulgus europaeus), barză albă (Ciconia ciconia), barză neagră (Ciconia nigra), erete de stuf (Circus aeruginosus), erete cenușiu (Circus pygargus), cristeiul de câmp (Crex crex), ciocănitoare cu spate alb (Dendrocopos leucotos), ciocănitoarea de stejar (Dendrocopos medius), presură de grădină (Emberiza hortulana), muscar-gulerat (Ficedula albicollis), muscar (Ficedula parva), cocor (Grus grus), codalb (Haliaeetus albicilla), stârc pitic (Ixobrychus minutus), sfrâncioc roșiatic (Lanius collurio), ciocârlie de pădure (Lullula arborea), gușă albastră (Luscinia svecica), viespar (Pernis apivorus), ciocănitoare verzuie (Picus canus), silvie porumbacă (Sylvia nisoria).